# Empoasca alexanderae
Empoasca alexanderae är en insektsart som beskrevs av Ross 1963. Empoasca alexanderae ingår i släktet Empoasca och familjen dvärgstritar. Inga underarter finns listade i Catalogue of Life.